# Далибор Стојановић
Далибор Стојановић (Тузла, 9. децембар 1983) је српски шаховски велемајстор из Бијељине.

## Шаховска каријера
Далибор Стојановић је стекао титулу међународног мајстора шаха 2004. а велемајстора 2012. године.
Као репрезентативац Босне и Херцеговине учествовао је на пет шаховских олимпијаа (2006, 2008, 2010, 2012 и 2014), као и на два Екипна првенства Европе (2007 и 2009).
Победио је на другом међународном турниру „Аранђеловац 2023”.